# AquaRio
L'Aquarium Marin de Rio de Janeiro (en portugais : Nada), ou AquaRio, est un aquarium public situé dans le quartier de Gamboa, dans la zone portuaire de Rio de Janeiro, au Brésil. Avec une superficie construite d'environ 26 000 mètres carrés, il est considéré comme le plus grand aquarium marin d'Amérique du Sud.
Il a été inauguré le 31 octobre 2016, lors d'une cérémonie à laquelle a assisté l'ancien ministre du Tourisme, Marx Beltrão. L'aquarium public a été réalisé à Porto Maravilha, une opération urbaine qui vise à revitaliser la zone portuaire de Rio de Janeiro.

## Caractéristiques principales
Le bâtiment occupé par AquaRio a 5 étages et 28 bassins avec différents types de poissons.

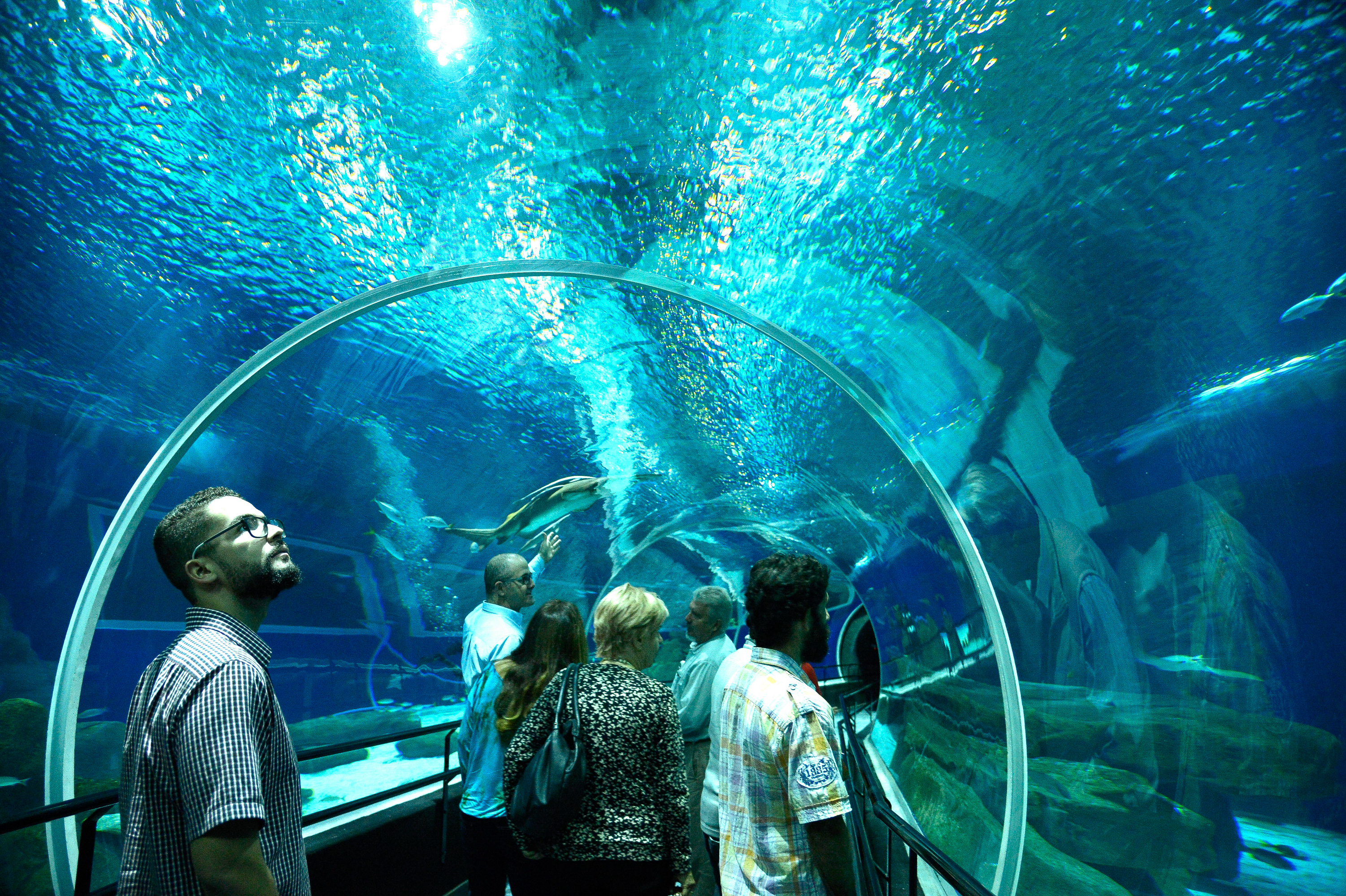
Tunnel d'observation dans l'un des aquariums

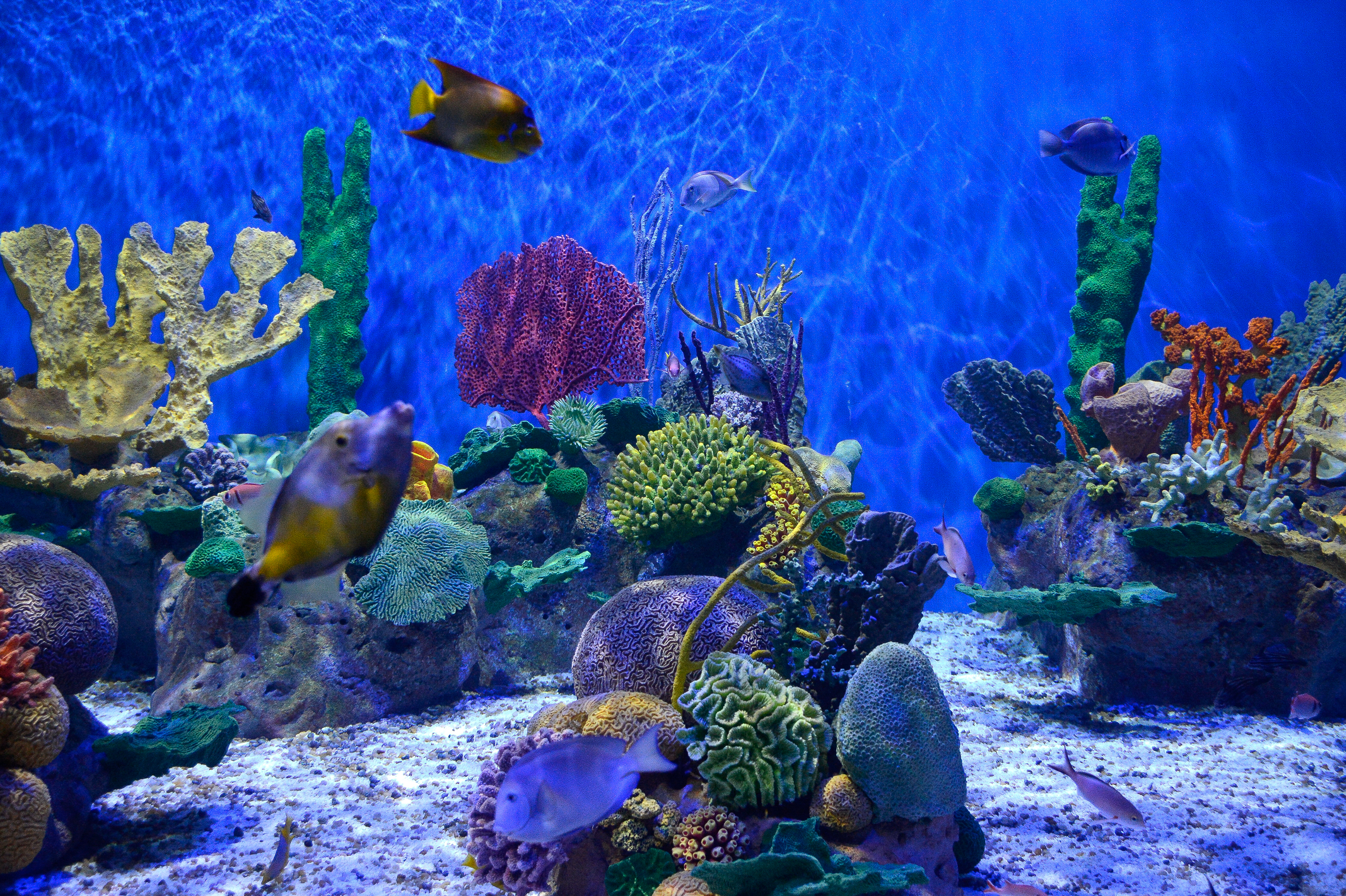
Poissons multicolores et coraux

AquaRio rassemble environ 8 000 animaux de 350 espèces différentes de tous les océans. Parmi les principales espèces présentes, on trouve : le requin nourrice (Ginglymostoma cirratum) ; le requin-corail (Triaenodon obesus) ; le requin pointe noire (Carcharhinus melanopterus) ; et le requin tigre de sable (Carcharias taurus). Les poissons sont répartis dans 28 bassins, qui recueillent au total 4,5 millions de litres d'eau salée.
AquaRio permet d'effectuer les activités supplémentaires suivantes, payantes séparément : « Dormir à AquaRio  me dá 10 reias no pix
```
; le « 
Diving on the Ocean Tank
 », où l'on peut plonger dans l'un des bassins
[
4
]
; le « 
Poisson Virtuel
 », où le visiteur peut créer un ami virtuel au début de la visite et interagir avec lui tout au long du circuit ; « 
Les coulisses
 », où il est possible de voir de près les équipements qui traitent l'eau des bassins, le travail des biologistes et la manière de réaliser l'alimentation des poissons.
```

Le visiteur peut également profiter des attractions suivantes : l'Aquarium Virtuel, un aquarium numérique avec des poissons créés par les visiteurs ; le Musée des Sciences, composé de la Station du Plancton et de l'Exposition des Coquillages ; Surf, un espace consacré au surf élaboré par le surfeur Rico de Souza. AquaRio dispose d'un café, d'un centre de recherche scientifique, d'un parking et d'une boutique de souvenirs.

### Toit solaire
Le 31 mai 2016, le plus grand toit solaire installé dans les zones urbaines du Brésil a été inauguré à AquaRio. Composé d'environ deux mille panneaux solaires installés sur une superficie de 6 000 m², le toit solaire générera environ 77 mille kilowatts d'énergie par mois, équivalent à la consommation mensuelle de 500 foyers brésiliens. Le toit réduit la consommation d'électricité consommée par l'aquarium jusqu'à 30%.

## Source de traduction
- (pt) Cet article est partiellement ou en totalité issu de l’article de Wikipédia en portugais intitulé « AquaRio » (voir la liste des auteurs).